# Semiha Berksoy
Semiha Berksoy (24. května 1910, Istanbul - 15. srpna 2004) byla jednou z prvních tureckých operních pěvkyň, primadonou turecké opery a malířkou.

## Životopis
Narodila se jako dcera malířky. Vystudovala malířství na istanbulské akademii výtvarných umění a zpěv na městské konzervatoři.
Svou hereckou kariéru začala roku 1931 rolí Semihy v prvním tureckém zvukového filmu İstanbul Sokaklarında v režii Muhsina Ertuğrula. Poté byla obsazována do operetních představeních v istanbulských divadlech. Zpívala v první turecké opeře Özsoy v roce 1934 (vytvořenou na zakázku Kemala Atatürka skladatelem Adnanem Saygunem). Byla oceněna jako první turecká operní pěvkyně a získala možnost dalšího studia na berlínské hudební akademii. Od roku 1934 začala vystupovat v Turecku, Německu a Portugalsku, stávala se známou jako wágnerovský soprán. V roce 1939 při příležitosti oslavy 75. narozenin Richarda Strausse v Berlíně, zpívala roli Ariadny z Naxosu, a stala se první turecký primadonnou hrající na evropském jevišti. Po návratu do Turecka spolupracovala s Carlem Ebertem na vytvoření turecké státní opery a baletu.
Z Istanbulské opery odešla v roce 1972. Po svém odchodu do důchodu zůstala aktivní především jako divadelní umělec. Zemřela v Istanbulu ve věku 94 na komplikace po operaci srdce. Její dcera Zeliha Berksoy je herečka.

## Filmografie
- İstanbul Sokaklarında', (1931)
- Söz Bir, Allah Bir, (1933)
- Büyük Sır', (1956)
- Karanlık Sular, (1993)
- Boulevard Bio, (2002)